# Паровозный
Паровозный — населённый пункт в Тогучинском районе Новосибирской области. Входит в состав Репьёвского сельсовета.

## География
Площадь населённого пункта — 2 гектара.

## Население
| 2002 | 2007 | 2010 |
| ---- | ---- | ---- |
| 35   | →35  | ↗36  |

## Инфраструктура
В населённом пункте по данным на 2007 год отсутствует социальная инфраструктура.